# Mesocoelopodinae
Mesocoelopodinae es una subfamilia de escarabajos polífagos de la familia Ptinidae.

## Tribus
- Mesocoelopini
- Tricorynini

## Géneros
| - Cryptorama - Mesocoelopus - Neosothes | - Scottanobium - Tricorynus |